# Briganti italiani sorpresi dalle truppe Pontificie
Il quadro Briganti italiani sorpresi dalle truppe Pontificie, fu dipinto dal pittore francese Horace Vernet, quando costui si trovava a Roma nel 1831, ed ebbe molta risonanza a suo tempo, ora è esposto nel Walters Art Museum a Baltimora.

## Storia
Vernet venne in Italia nel 1829, quando era già un pittore famoso, ove rimase fino al 1834 e come direttore dell'Accademia di Francia a Roma.

Durante questo suo soggiorno, dipinse vari quadri aventi in comune coloriti soggetti ed episodi di vita locale della campagna romana dell'epoca, similmente a quanto fatto da altri pittori che soggiornavano in Italia e ricercavano soggetti che mescolavano classicismo con la ricerca di note di colore su usi e costumi, tra questi Vernet è visto come il capofila di una scuola pittorica francese che si poneva in una via di mezzo fra il romanticismo e il neoclassicismo.

### Passaggi di proprietà
Il dipinto prima entra a far parte della raccolta "John T. Johnston Collection", successivamente Johnston il 20 dicembre 1876 lo vende a William T. Walters di Baltimora, in un lotto di sei dipinti, pagati 10.110 dollari, di cui il Vernet costituiva il pezzo più prezioso. Il quadro passa nel 1894 per eredità a Henry Walters e, nel 1931, un suo erede con un legato lo trasmette al Walters Art Museum di Baltimora

## Descrizione
Il dipinto mostra il combattimento lungo una strada, a fianco di un dirupo; fra una banda di briganti sorpresa da una pattuglia di dragoni pontifici, dopo che hanno assalito in una valle montuosa una carrozza, visibile in fondo alla strada dipinta nel quadro. Sullo sfondo del paesaggio s'intravede una striscia di mare.

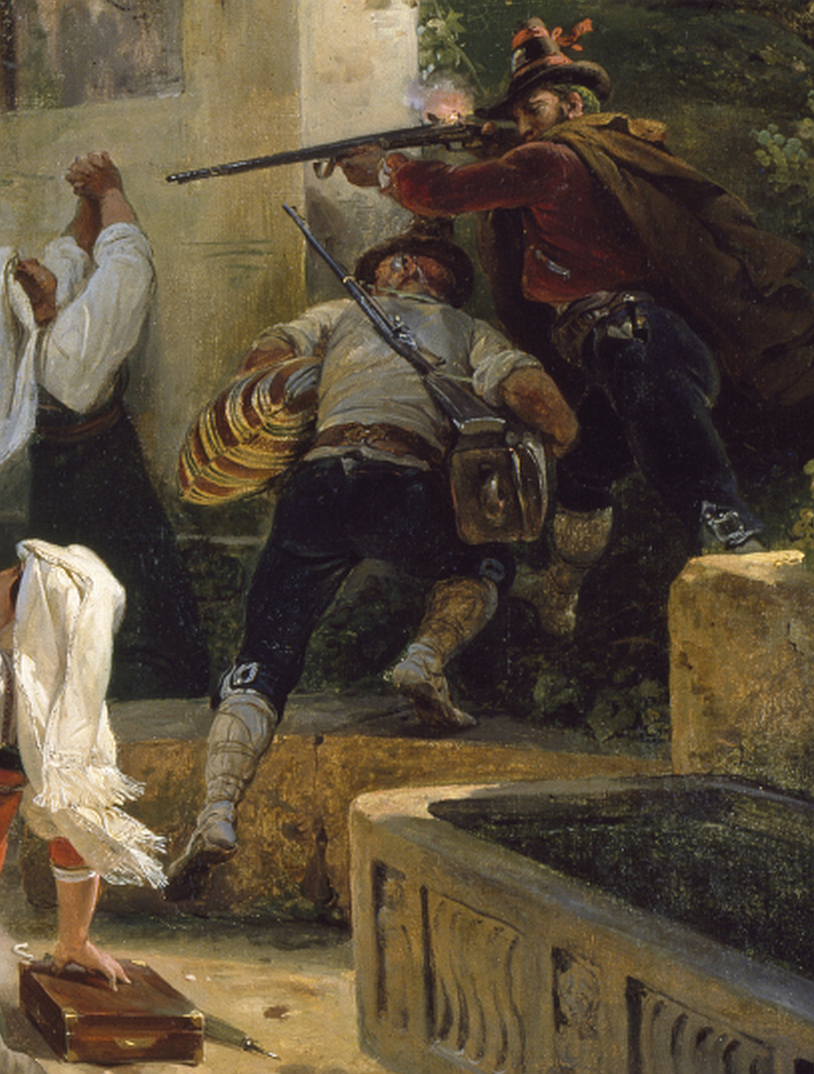
Brigante in fuga col bottino, coperto dagli spari di un compare

Nella scena in primo piano due briganti sono ritratti mentre stanno soccombendo nel combattimento contro due militari a cavallo: il primo è afferrato per il fazzoletto che porta al collo, e sta per ricevere un colpo di pistola, dopo aver ferito il cavallo del militare col pugnale che impugna nella mano destra, il secondo che ha afferrato con una mano il morso del cavallo sta per essere colpito da una sciabolata, un terzo brigante è in fuga tenendo sotto entrambe le braccia due borse derubate ai viaggiatori e abbandonandone una terza sulla strada, un quarto punta un fucile contro i militari coprendogli la fuga; due donne, ritratte con i loro costumi tipici si disperano e implorano davanti a una cappellina religiosa sul bordo della strada. 

In secondo piano e sullo sfondo, sono inseriti nella scena altri briganti disposti lungo il pendio del colle, alcuni in fuga e trascinanti una figura femminile con abito lungo azzurro, probabile passeggera della carrozza rapita, altri sono appostati dietro a dei massi; lungo la strada un terzo militare a cavallo e altri appiedati bersagliano i briganti in fuga con fucili. La carrozza sullo sfondo è vuota e una persona e un cavallo giacciono per terra morti vicino alle stanghe della vettura.

### Interpretazione

Litografia di F. S. Delpech del dipinto di Vernet "Route de Naples""Route de Naples", 1820

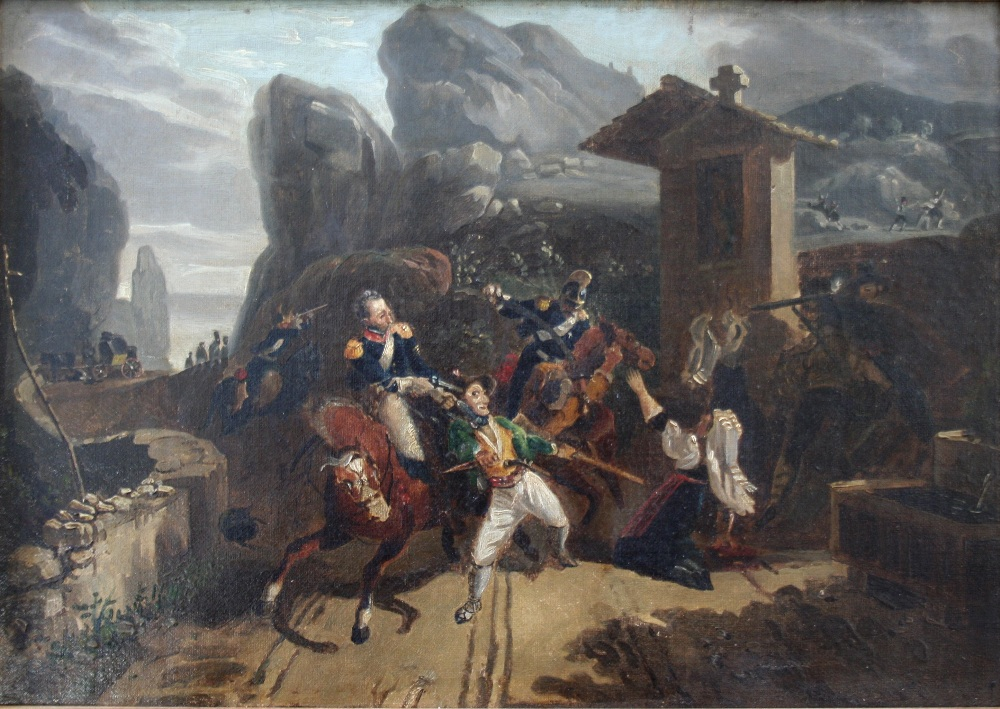
Copia di "Briganti italiani sorpresi dalle truppe Pontificie" eseguita da un discepolo sconosciuto, la palma non è stata inserita

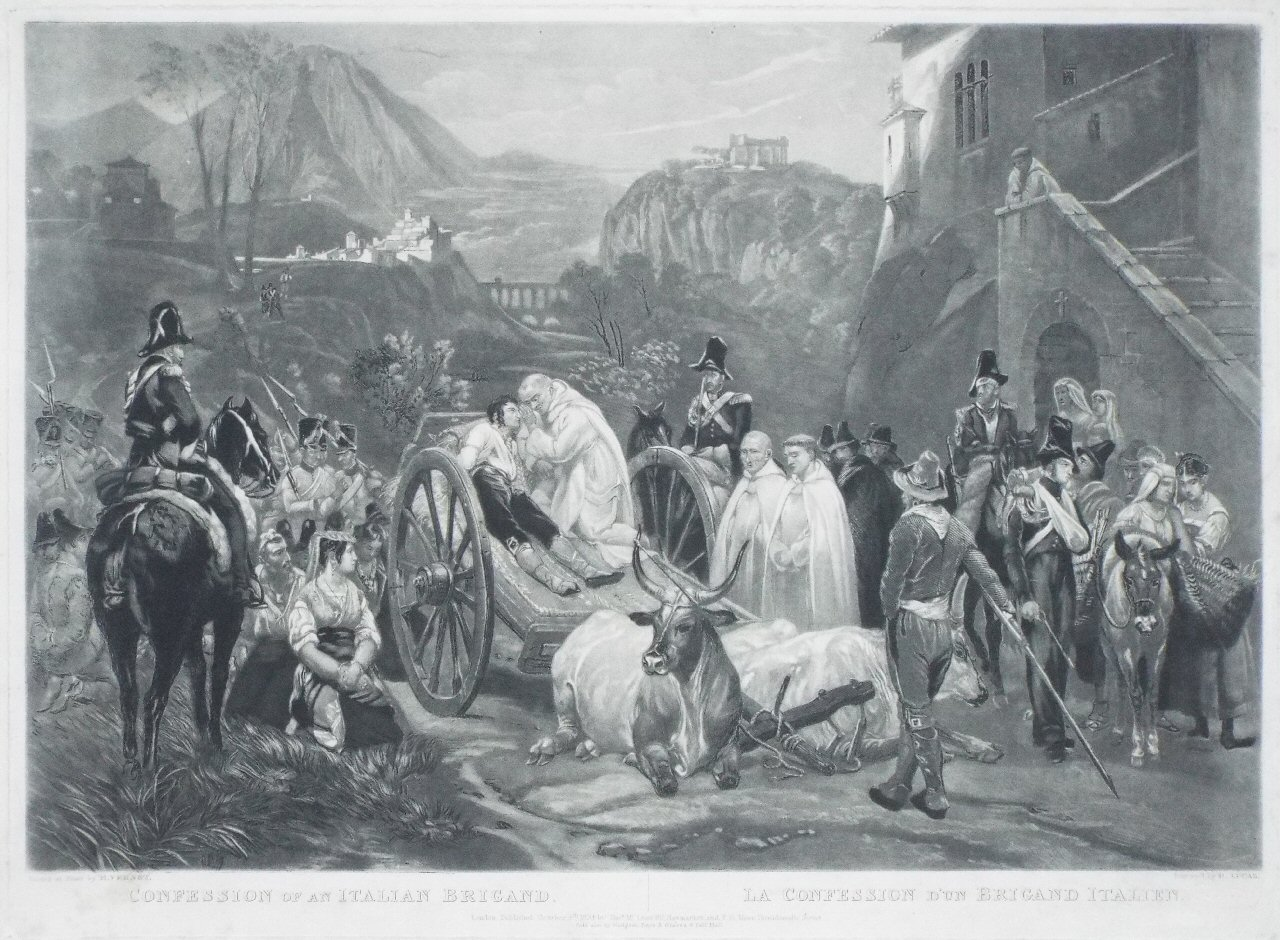
Stampa riproducente "Confessione di un brigante italiano"

La scena è resa con toni drammatici, e seguendo la tradizione pittorica dell'accademia con una particolare attenzione ai dettagli resi con sfumature di colori rese col pennello, le rocce sullo sfondo e i nuvoloni grigi nel cielo esaltano la drammaticità dell'azione illuminata dal sole. L'attenzione ai soggetti militari e alla cavalleria proviene dal campo di interesse pittorico del padre Carle, particolarmente produttivo in queste tematiche, e continuata dal figlio. Un'improbabile palma dipinta dietro alla cappella, in mezzo alla vegetazione selvatica, aggiunge un tocco di esotismo all'ambientazione, Vernet dipinse molte quadri con temi orientalisti.
I commentatori osservano come la scena rappresenti una sorta di istantanea dell'azione: il cappello del cavaliere in primo piano è ancora in aria non ancora caduto al suolo, il brigante è sollevato da terra e sta per ricevere una pallottola dalla pistola impugnata dal cavaliere. Tutti i dettagli sono minuziosamente dipinti, fino a poter considerare il dipinto come una "pittura fotografica prefotografica".
La vasca della fontana in primo piano ricorda un sarcofago in pietra del periodo classico, dettaglio che rimanda ai temi neoclassici che costituivano un delle ricerche pittorici della scuola francese romana del periodo.

## I briganti come soggetto
I briganti, che in quel periodo vivevano e agivano nella campagna romana, nonostante costituissero una seria minaccia ai viaggiatori attraversanti la campagna romana, erano uno delle figure romantiche preferite da numerosi pittori e disegnatori dell'epoca, attivi a Roma, come Bartolomeo Pinelli, Louis Léopold Robert, Léon Cogniet, Luigi Rocco, riprendendo e rielaborando quelli che erano i soggetti della scuola romana dei bamboccianti, mescolandoli alla ricerca neoclassica.
Su questo soggetto, Vernet, probabilmente a causa del successo di opere sul medesimo tema dipinte da L. Robert, iniziò a comporre nel 1820 con “Route de Naples” (strade di Napoli), che raffigura un gruppo di briganti pronti ad una imboscata, nascosti dietro a grossi massi, su un lato della strada che porta a Napoli, pronti bloccare e derubare una vettura di posta che viene mostrata in arrivo al luogo dell'agguato, trainata da cavalli al galoppo su una strada lungo il mare a Terracina, il successo del dipinto è immediato e verrà anche riprodotto da Francois Saeraphin Delpech come stampa litografica.
Nel 1831 dipinge il quadro "Briganti italiani sorpresi dalle truppe Pontificie" che idealmente rappresenta proseguimento del fatto brigantesco, iniziato con “Route de Naples”, mostrante l'intervento delle forze della legge contro i fuorilegge, dopo l'avvenuto agguato alla carrozza. L'opera verrà copiata da discepoli e rifatta come incisione da parte di Henry Dowe e David Lucas e stampata due grandi acqueforti.
Un terzo suo dipinto a soggetto brigantesco, forse il più citato tra tutti al tempo della loro esecuzione, fu la "Confessione del brigante" dipinto del 1834, che andò distrutto nel corso del saccheggio del castello di Neuilly durante i moti del 1848. Il dipinto, di cui oggi rimane memoria con una riproduzione del tempo a stampa, mostrava al centro un brigante ferito morente adagiato su un carro trainato da buoi che riceve l'assoluzione da un monaco inginocchiato sullo stesso carro. Il carro è attorniato da un gruppo di gendarmi, alcuni dei quali feriti, due briganti con le mani legate dietro alla schiena inginocchiati, abitanti del luogo e da una coppia di due monaci in apparente religiosa compartecipazione all'evento, un quarto monaco contempla la scena dall'alto di una scalinata. Il paesaggio dipinto sullo sfondo riprende largamente motivi neoclassici mostrando rovine di un tempio e le arcate di un acquedotto romano,.
 La cattura, pentimento del bandito e sua assoluzione chiude idealmente questa trilogia di dipinti briganteschi.
Sempre nel tema brigantesco nel 1828 Vernet dipinse il Brigante tradito, mostrante la scena in cui un brigante viene catturato da un gendarme grazie al tradimento di una donna, con la quale si era dato appuntamento, opera in cui Vernet mescolando verismo e scena drammatica elabora un'istantanea della cattura.

## Note

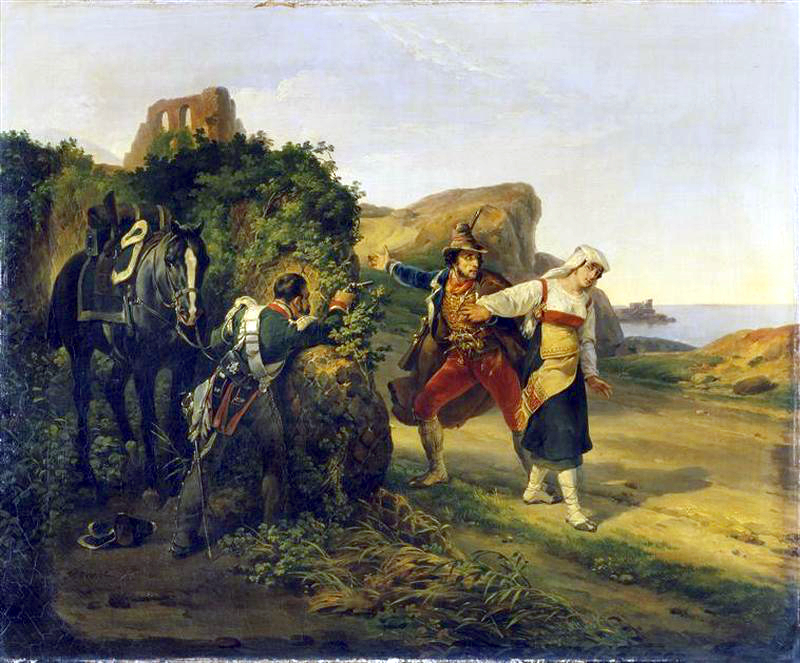
Il brigante tradito

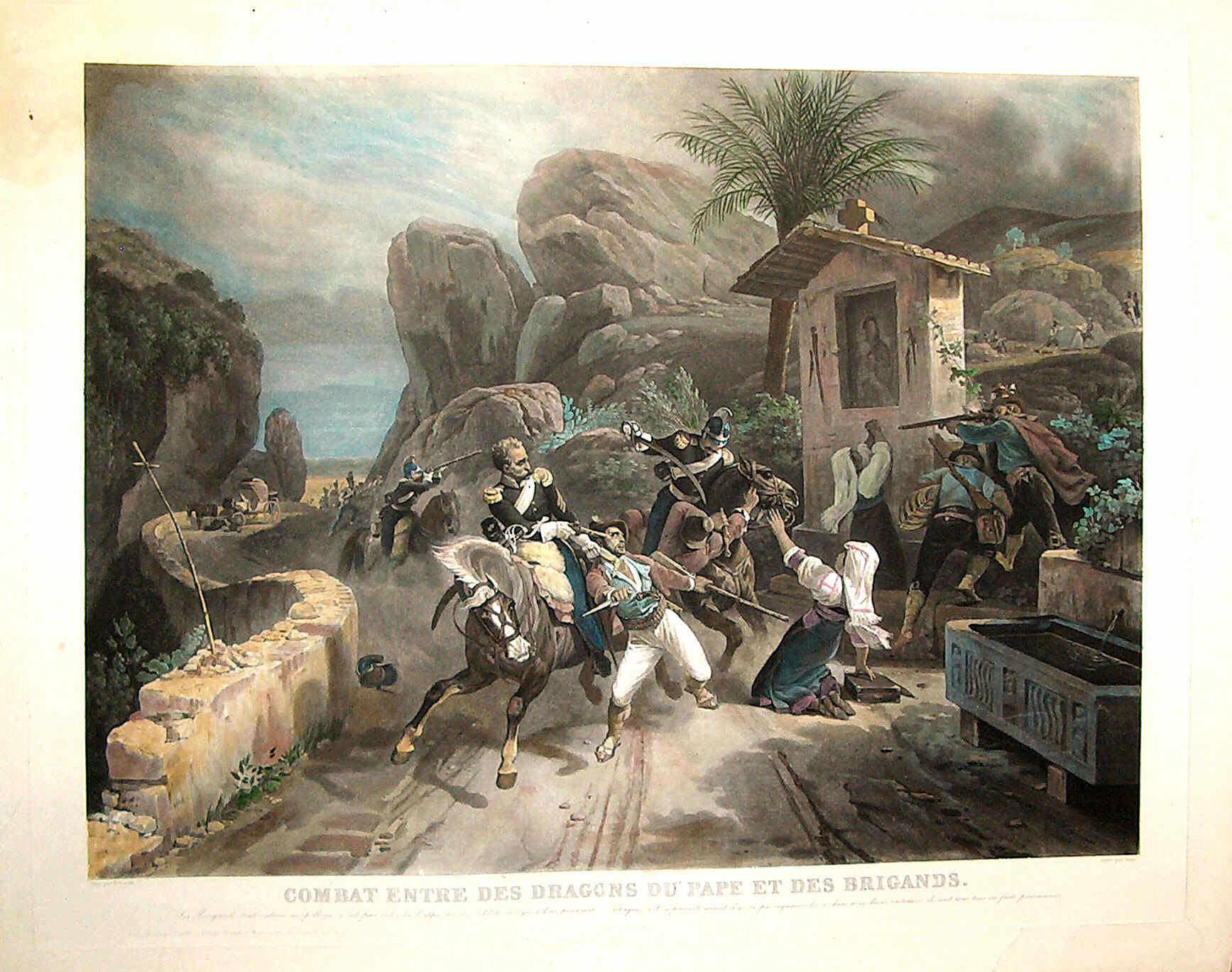
Litografia di Jean Pierre Marie Jazet del dipinto Briganti italiani sorpresi dalle truppe Pontificie